# 格ゲー野郎 Fighting Game Creator
『格ゲー野郎 Fighting Game Creator』（かくゲーやろう ファイティング ゲーム クリエイター）は、2000年2月17日にインクリメント・ピーが発売したPlayStation用対戦型格闘ゲーム。
2010年1月27日にゲームアーカイブス（PlayStation Portable / PlayStation 3）で配信された。

## システム
デフォルトのキャラクター設定でプレイする以外にも、デフォルトの7人のキャラクターの技などを組み合わせてオリジナルキャラクターを作成できるのが特徴。イベントグラフィックや背景、テキストを使用してストーリーを作ることもできる（グラフィック、背景素材には『デ・ジ・キャラット』のでじこなども存在する）。

## 登場キャラクター
空手家
声：小野沢信
「王道的な主人公」タイプ。どのキャラクターとも同等に戦える。キャラメイクに使える技も王道的な技が多く、調整がしやすい。
ライダー
声：高橋竜二
つよい対空や上下に撃ち分けられる飛び道具をもつ。キャラメイクに使える技にはコマンド技や空中技などもあるが基本的に攻めに特化した技が多い。
カンフー
声：河野智美
スピードのある技がおおく、相手をほんろうするものが多い。代わりにやや威力に劣るものもおおい。
女子高生A
声：疋田典子
物を召喚したり、中途半端に弱いもの、見た目がハデなものなどと色物な技が多く。
クセが強いがキャラクターメイクのやり方によってはバケるラインナップ。
女子高生B
声：前田望
当身投げや中距離飛び道具、重い打撃など、上級者向けの技がそろっているが、防御面に長けている。
プロレスラー
声：紺野友樹
パワーキャラで突進技や投げ技が主体。一部飛び道具ももつ。
ロボット
ミサイルやレーザー、対空射撃など飛び道具が大量にあるため、キャラクターメイクをする際に多彩な攻めを展開できる遠距離向きキャラクター。

## スタッフ
- プロデューサー - 渡邊靖
- ディレクター／ゲームデザイン - 福士光昭
- プログラム - 米謙
- CG - 宇都木正人、仲野道久、北村徹夫、池永大輔、釣崎力、骨凡太、上岡加代、上野祐司、福士光昭、国政弘昌、原田英樹
- CG技モーション作画 - 宇都木正人、仲野道久、池永大輔、北村徹夫、骨凡太
- 背景デザイン - 北村徹夫
- モーションプログラミング - 福士光昭、釣崎力、川瀬尚男、宇都木正人
- CG制作協力 - 神楽つくね、ZEN
- モーションディレクター - 板野一郎
- キャラクターデザイン／作画監督 - 福世孝明
- メカニックデザイン／メカ作画監督 - 川原智弘
- 原画 - 福世孝明、川原智弘、嶋田俊彦、山岸徹一、谷圭司、中村基、菊地勉、渡辺律子
- 動画 - 筆坂明規、渡部要、羽田浩二、岩永由紀子、山崎真貴子
- 動画チェック - 福世孝明、川原智弘
- 背景美術 - 木村真二、スタジオちゅーるっぷ（長尾仁、前田実、東厚治、宮川一男、小川ひとみ）
- アニメーション制作管理 - 宮下研史
- サウンド - X10D（ハラシマノリクニ、Mi2）
- キャスティング協力 - 東京ゲームデザイナー学院
- ボイスレコーディング - ティーズミュージックスタジオ
- タイトルロゴデザイン - 尾崎好宏（2ing）
- ゲストキャラクター - デ・ジ・キャラット（©BROCCOLI）
- アシスタントプロデューサー - 冨松光
- 宣伝 - 阿倍尚希
- マーケティング - 宮内英、内田真通、柳沢健次、上田若之
- パッケージ&ソフトウェアマニュアル制作 - SMC（永瀬隆造、伊藤亜紀）、マーマーズグループ（平田洋、安部朋実）
- 制作協力 - 福田陽平、枡田裕也、鈴木秀幸、坪田淳、西岡智美、石川浩子
- 制作 - インクリメント・ピー、OUTBACK、D・A・S・T
- 製作 - インクリメントP